# Fusillade à Dallas en 2016
Le 7 juillet 2016, onze agents de police sont la cible de coups de feu à Dallas, dans l’État du Texas, aux États-Unis, lors d'une fusillade survenue pendant une manifestation. Cinq policiers sont tués, dont deux membres du département de police de Dallas et un agent du DART (Dallas Area Rapid Transit, la société de transport urbain de Dallas). Six autres policiers sont blessés. 
Le chef de police de Dallas, David Brown, annonce dans la soirée du 7 juillet que les autorités considèrent qu'il y a deux suspects, décrit comme des snipers (tireurs embusqués) ayant tiré d'une position surélevée. La fusillade survient au Belo Garden Park, un parc public de Dallas.

## Contexte
Cette fusillade a lieu durant l'une des manifestations pacifiques, en réaction à la mort de deux Afro-Américains tués par des policiers, celle d'Alton Sterling le 5 juillet 2016 à Baton Rouge en Louisiane et celle de Philando Castile le 6 juillet 2016 à Falcon Heights, dans le Minnesota ; le policier d’origine hispanique, Jeronimo Yanez, est acquitté le 16 juin 2017. 
L'un des tireurs a déclaré aux policiers vouloir tuer des policiers blancs.

## Déroulement
Lors de cette opération, la police américaine fait pour la première fois usage d'un robot tueur télécommandé pour éliminer Micah Johnson, 25 ans, l'assassin de cinq policiers, retranché dans un garage.

## Bilan
Cinq policiers sont tués : Lorne Ahrens, Michael Krol, Michael Smith, Brent Thompson et Patrick Zamarripa. Le tireur est abattu.